# Vesce (Tábori járás)
Vesce település Csehországban, a Tábori járásban. Vesce Vlastiboř, Borkovice, Dráchov és Soběslav településekkel határos. Lakosainak száma 301 fő (2024. január 1.).

## Népesség
A település lakosságának változását az alábbi diagram mutatja:
| Lakosok száma | 380  | 422  | 418  | 303  | 269  | 221  | 276  | 285  | 290  | 301  |
|               | 1869 | 1890 | 1921 | 1950 | 1980 | 2001 | 2017 | 2019 | 2022 | 2024 |